# Мережне оточення
Мережне оточення — компонент операційної системи Windows, елемент робочого столу. У графічному вигляді відображаються комп'ютери локальної мережі (якщо мережа присутня).
В операційній системі Windows XP мережне оточення розділено на групи:
- Microsoft Windows Network
- Web Client Network
- Служби терміналів Microsoft

Комп'ютери ідентифікуються в залежності від запущеного сервісу.